# Crocomela albolineata
Crocomela albolineata är en fjärilsart som beskrevs av Druce 1911. Crocomela albolineata ingår i släktet Crocomela och familjen björnspinnare. Inga underarter finns listade i Catalogue of Life.